# شیندو رنمی

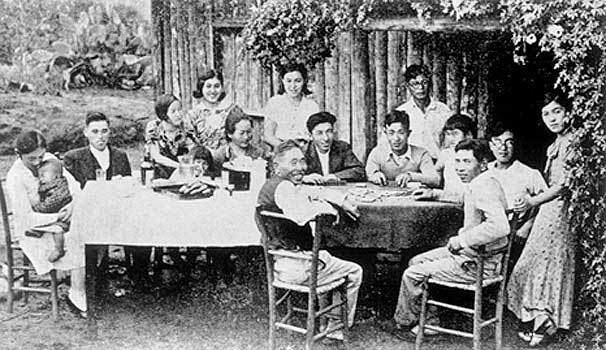
مهاجران ژاپنی

شیندو رنمی (انگلیسی: Shindo Renmei)؛ (به ژاپنی: 臣 道 連 盟) یک سازمان تروریستی متشکل از مهاجران ژاپنی بود که در دهه ۱۹۴۰ در ایالت سائوپائولو برزیل فعال بود. عدم پذیرش خبر تسلیم ژاپن در پایان جنگ جهانی دوم، برخی از اعضای متعصب علیه کسانی که تسلیم شده بودند دست به خشونت زدند. شیندو رنمی حداقل ۲۳ تن که همه آن‌ها ژاپنی-برزیلی بودند را کشته و ۱۴۷ نفر دیگر زخمی‌کردند.

## پیشینه تاریخی
اولین ژاپنی‌ها در سال ۱۹۰۸ به برزیل مهاجرت کردند و قصد جمع‌آوری ثروت و بازگشت به ژاپن را داشتند. آن‌ها خود را در یک کشور کاملاً متفاوت با زبان‌های مختلف، ادیان، آب و هوا، غذا و آداب و رسوم یافتند. در نتیجه، آن‌ها در انزوای نسبی از فرهنگ اطرافشان زندگی می‌کردند و خیلی کم از پرتغالیها یادگرفتند. آن‌ها به‌طور کلی توسط مردم با سوء ظن در نظر گرفته شدند. در دهه ۱۹۳۰، برزیل بزرگترین جامعه مهاجران ژاپنی در جهان بود.
رژیم استادو نوو (برزیل) توسط ژتولیو وارگاس، با هدف گسترش ملی‌گرایی برزیل تأسیس شد و جوامع ژاپنی و آلمان را سرکوب کرد. در فرمان ۳۸۳ در ۱۸ آوریل ۱۹۳۸ اعلام شد که خارجی‌ها مجاز به شرکت در فعالیت‌های سیاسی نیستند و نمی‌توانند با زبان‌های خارجی به صورت عمومی صحبت کنند. علاوه بر این، به کودکان بایستی به عنوان زبان اول پرتغالی آموزش داده شود. در رادیو پخش برنامه به زبان‌های خارجی نیز ممنوع شد. هر گونه انتشاری به زبان‌های خارجی به صورت دو زبانه مجاز بود.
در آن زمان، تقریباً ۹۰ درصد از مهاجران ژاپنی مشترک روزنامه‌های ژاپنی بودند، که نشان می‌دهد نرخ سواد بسیار بالاتر از جمعیت عمومی در آن زمان بود. فرمان ۳۸۳، که نسخه‌های دو زبانه را واجب کرده بود، روزنامه‌ها به دلیل هزینه‌های بالا، انتشارات خود را متوقف کردند. شمار قابل توجهی از مهاجران ژاپنی نمی‌توانستند زبان پرتغالی را درک کنند، برای ژاپنی‌ها دستیابی به هر گونه اطلاعاتی، بسیار دشوار بود.
زمانی که برزیل در سال ۱۹۴۲ با متحدان متحد شد، تمام ارتباطات با ژاپن قطع شد و ورود مهاجران جدید ژاپنی ممنوع شد. نامه‌های ژاپن دیگر به دریافت کنندگان آن‌ها نمی‌رسد. ژاپنی‌ها و برزیلی‌ها قادر به سفر آزادانه یا زندگی در مناطق خاصی مانند مناطق ساحلی نبودند و از رفتار مقامات رسمی برخوردار نبودند. گیرنده‌های رادیویی نیز مصادره شد، و این باعث شد که ژاپنی‌ها برزیل بتوانند به فرستادهای کوتاه مدت از ژاپن گوش دهند. حتی روزنامه‌های دو زبانه در این دوره ممنوع بود.

## تأسیس
شیندو رانمی نه تنها، و نه اول سازمان سیاسی بود که توسط ژاپنی‌های برزیلی تأسیس شده بود. اکثر این سازمان‌ها حمایت متقابل جامعه را داشتند. هیچ‌کدام از آنها، به جز شیندو رانمی، درگیر تروریسم نبودند.
کاتولیکهای ژاپنی، کیزو اسیهارا، مارگاریا واتاناب و ماسورا تاخاشی یک خیریه دینی را با تأیید کلیسا و دولت برزیل برای کمک به اعضای فقیر ژاپنی، تأسیس کردند. سرهنگ سابق ارتش ارتش ژاپن، جونجی کیکاوا، در این خیریه فعال بود. در سال ۱۹۴۲، پس از اختلاف خشونت‌آمیز میان ژاپنی‌ها و برزیل‌ها در ماریلیا، کیکاوا شیندو رنمی را تأسیس کرد و برای جامعه ژاپن دست به مبارزه خشونت‌آمیز زد. او جزوه‌هایی را در بین کشاورزان ژاپنی-برزیلی توزیع کرد و آن‌ها را به عدم تولید تولید ابریشم (که برای ساخت چتر نجات استفاده می‌شد) و نعناع (جوهر نعناع در تولید مواد منفجره استفاده می‌شود)، تشویق می‌کرد. در حالی که مدیران خیریه با این نوع مبارزه مخالف بودند، کیکواوا خیریه را در سال ۱۹۴۴ ترک کرد.
شیندو رانمی یک دفتر مرکزی در سائو پائولو، و ۶۴ دفاتر محلی در ایالت سائو پائولو و پارانا داشت.
با پایان جنگ جهانی دوم شیندو رانمی از پذیرش شکست ژاپن امتناع کرد. اعضای به اعتقاد اعضای شیندو رانمی خبر شکست ژاپن تبلیغات آمریکایی بود. آن‌ها خواستار مجازات کسانی که اعلام شکست کرده بودند شده و می‌خواستند از افتخارات امپراطوری ژاپن دفاع کنند.
از نظر شیندو رانمی جامعه ژاپنی-برزیلی به دو گروه تقسیم می‌شد:
- کاچی گومی یا «پیروزی» که معتقد بود که جنگ هنوز ادامه دارد یا ژاپن برنده شده‌است. اکثریت آن‌ها از اعضای فقیر جامعه بوده و کسانی بودند که هنوز قصد بازگشت به ژاپن را داشتند.
- ماکه گومی یا «شکست خورده» که «قلب کثیف» نیز نامیده می‌شدند، آن‌ها خبر شکست ژاپن را پذیرفته بودند. این افراد معمولاً اعضای ثروتمندتر جامعه بودند که آگاهی بیشتری داشتند و به جامعه برزیلی سازگاری داشتند.

سردر گمی اوضاع باعث شد که تعدادی از روزنامه‌ها و مجلات ژاپنی با عناوین جعلی اخبار مربوط به «پیروزی بزرگ» ژاپن نموده و عده ای شروع به فروش زمین در «سرزمین‌های پیروز» یعنی ژاپن کرده و عده ای نیز به فروش ین ژاپن که در آن زمان تقریباً بی‌ارزش شده بود کردند. این امر بسیاری از کاچی گومی‌ها را به ورشکستگی و حتی برخی از موارد خودکشی راند.

## اقدامات تروریستی
اعضای شیندو رانمی معتقد بودند که اخبار مربوط به شکست ژاپن نادرست است و آن‌ها در سیستم ارتباط خود اعلام کردند که ژاپن در واقع برنده شده‌است. روزنامه‌ها و مجلات زیرزمینی ژاپنی و ایستگاه‌های رادیویی مخفی برای تبلیغ این دیدگاه ایجاد کردند.
این گروه همچنین لیست‌های مارگومیس منتشر کرد، مارگومیس کسانی بودند که باید به دلیل تجاوز به امپراتور کشته می‌شدند.
کامگورو اوگاساوارا، صاحب یک خشک‌شویی در سائوپائولو، اقدامات تنبیهی را هماهنگ می‌کرد. بسیاری از میهمانخانه‌های متعلق به ژاپنی‌ها، مخفیگاه قاتلان شدند.
قاتلان شیندو رانمی، یا توکتای، همگی جوان بودند. آن‌ها قبل از قتل، نامه‌هایی را به اهداف مورد نظر خود می‌فرستادند و آن‌ها می‌خواستند تا خودشان را با شمشیر به شیوه هاراکیری بکشند تا بتوانند اعتماد از دست رفته را کسب کنند. نامه‌ها به این صورت شروع می‌شد: «شما یک قلب کثیف هستید، بنابراین باید گلو خود را بشویید»، این اساساً به معنی قتل توسط کاتانا است.
هیچ‌یک از کسانی که چنین نامه‌ای دریافت کرد، با درخواست موافقت نکرد؛ بنابراین، آن‌ها را با سلاح گرم یا شمشیر کتانا می‌کشتند. از ۱۹۴۶ تا اوایل سال ۱۹۴۷، بر اساس اطلاعات رسمی، شیندو رانمی ۲۳ تن را کشته و ۱۴۷ ژاپنی برزیلی را زخمی‌کرد. قاتلان توسط پلیس محاصره شده و دستگیر می‌شدند و قاتلان توضیح می‌دادند که آن‌ها علیه مردم برزیل نیستند و کشته‌ها انسان‌های معمولی نیستند.

## سرکوب و پایان
داستانهای قتل، به ویژه با شمشیر کتانا، ترس بین ژاپنی-برزیلی‌ها را گسترش داد. جمعیت عمومی برزیلی به‌طور مستقیم تحت تأثیر قرار نگرفت، اگرچه آن‌ها تصور می‌کردند که تمامی ژاپنی‌ها ملی گرایان متعصب هستند
انفجار خشونت علیه مهاجران ژاپنی، متعلق به شیندو رانمی یا سایر گروه‌ها، بیشتر در شهرهای روستایی رخ می‌داد که در آن جوامع بزرگی ساکن بودند مانند منطقه توپا و سائو پائولو. پس از دو حمله توسط شیندو رانمی و قتل یک راننده کامیون برزیلی توسط یک راننده کامیون ژاپنی در ۳۱ ژوئیه ۱۹۴۶، جمعیت عظیمی در اسوالدو کراس دست به شورش زده و بدنبال ژاپنی‌ها می‌گشتند تا آن‌ها را بدون محاکمه مجازات کنند. شورش تنها با ورود سربازان ارتش پایان یافت.
ارتش و اداره امور سیاسی و اجتماعی وزارت امور خارجه (DEOPS - امور سیاسی و اجتماعی وزارت امور خارجه) پرونده را در ایالت‌های سائوپائولو و پارانا مورد بررسی قرار دادند. به گفته پلیس سائوپائولو، ۳۱٬۳۸۰ ژاپنی- برزیلی مشکوک به داشتن ارتباط با این سازمان بودند. DEOPS همچنین ۳۷۶ ژاپنی-برزیلی را مورد بررسی قرار داد. در نهایت، رهبران شیندو رنمی و بسیاری از توکوتای‌ها دستگیر شدند.
حدود ۱۵۵ مهاجر ژاپنی در سال ۱۹۴۶ محکوم به اخراج از برزیل شدند، ولی این عمل انجام نشد و زمان مجازات به پایان رسید. تنها ۱۴ توکوتای به قتل محکوم شدند.
پس از چند دهه، شیندو رانمی همچنان تا حدودی از تابوهای میان مهاجران ژاپنی- برزیلی است.

## فرهنگ معاصر
قلب‌های کثیف، یک فیلم برزیلی از سال ۲۰۱۱ دربارهٔ شیندو رانمی است.